# Wendy Freedman
Wendy Laurel Freedman (* 17. července 1957 Toronto) je kanadsko-americká astronomka, známá především svým určením Hubbleovy konstanty a jako ředitelka Carnegie Institution for Science. V současné době je profesorkou astronomie a astrofyziky na Chicagské univerzitě. Její výzkum se zabývá především observační kosmologií se zaměřením na měření současné a dřívější míry expanze vesmíru a určování podstaty temné energie.